# Hilbesheim
Hilbesheim település Franciaországban, Moselle megyében. Lakosainak száma 615 fő (2022. január 1.). Hilbesheim Réding, Gœrlingen, Sarraltroff, Vieux-Lixheim és Rauwiller községekkel határos.

## Népesség
A település népességének változása:
| Lakosok száma | 432  | 469  | 472  | 589  | 611  | 616  | 607  | 617  | 615  | 615  |
|               | 1968 | 1982 | 1990 | 2006 | 2013 | 2015 | 2017 | 2019 | 2020 | 2022 |